# Сілезці
Сілезці (силезці, сіл. Ślůnzoki, пол. Ślązacy, чеськ. Slezané, нім. Schlesier) — західнослов'янський народ, що мешкає в Сілезії, розділеній між Польщею, Чехією та Німеччиною.
Тривалий час точилися дискусії щодо того, чи сілезці є самостійним народом, чи етнічною групою. Згідно з офіційним переписом населення в Польщі (2002), своєю національністю назвали сілезьку 173 тисячі осіб. Згідно з наступним офіційним переписом населення в Польщі (2021), у 2021 році близько 585 тисячі осіб заявили, що є сілезьками, більшість із яких заявили, що є сілезькими й поляками одночасно (більшість заявили, що вони є сілезькими лише після того, як вони поляки, заявляючи, що вони є сілезькими, лише коли їх запитують про можливу другу національність, близько 70% усіх тих, хто декларує силезьку ідентичність, почувають себе силезьцями і поляками разом).
450 тисяч осіб назвали сілезьку своєю рідною мовою, однак лише для 50 тисяч людей вона була єдиною рідною мовою, а решта 400 тисяч також оголосили польську рідною мовою.
Понад 12 тисяч сілезців 2011 року живуть у Чехії.
Термін сілезець може так само стосуватися загалом кожного мешканця Сілезії, не зважаючи на національність, тому що понад 90% мешканців Сілезії (Верхньої та Нижньої Сілезії) визнають себе поляками.

## Історія

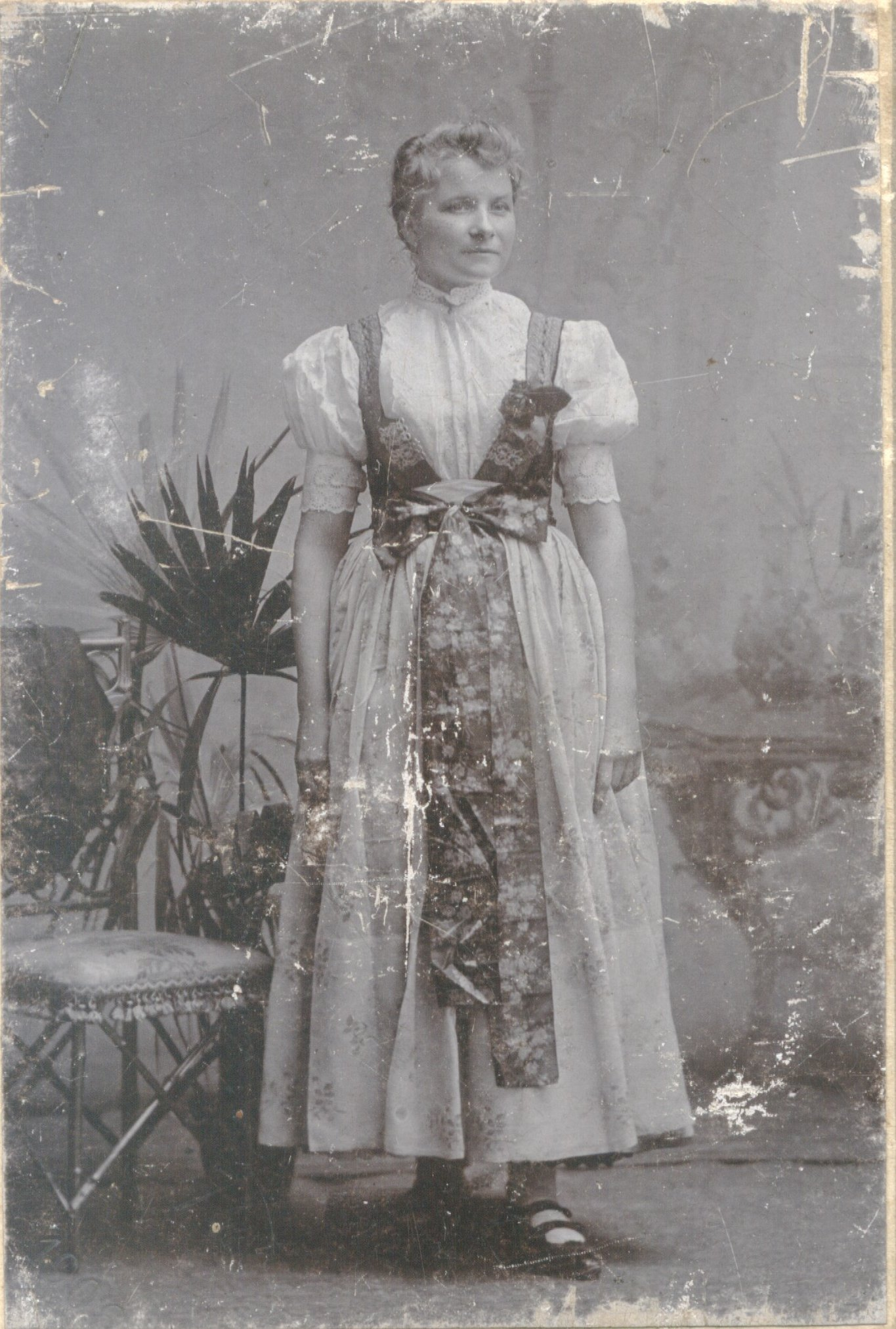
Жінка в сілезькому вбранні з Чеського Тешина, 1914

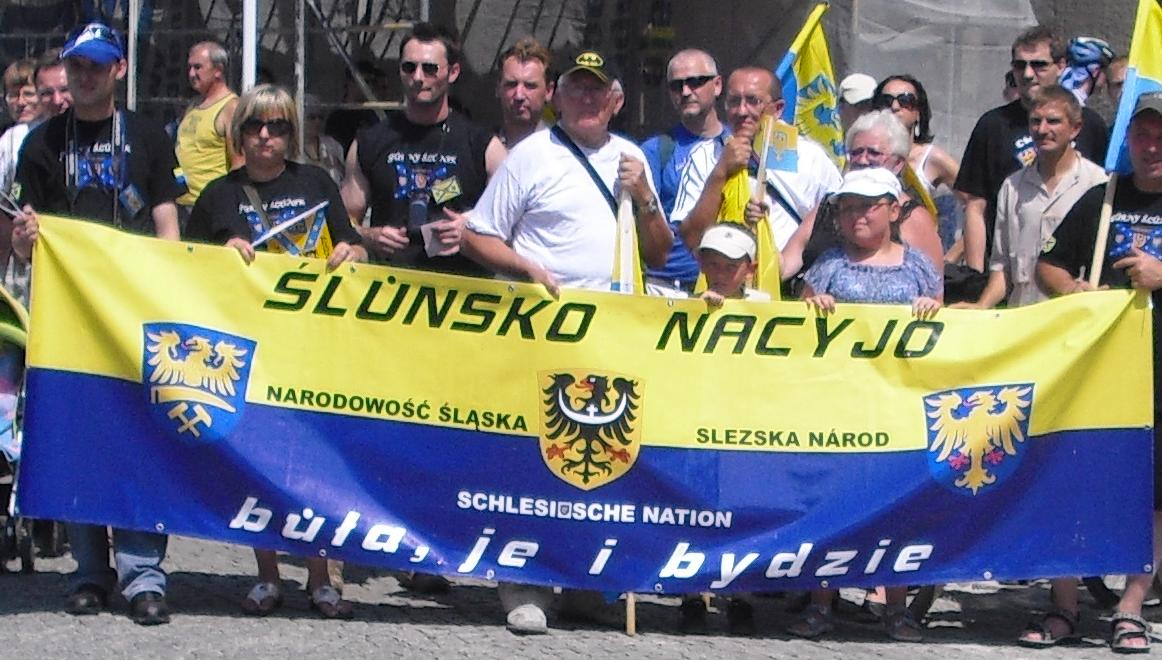
«Ślůnsko nacyjo bůła, je i bydzie» («Сілезька нація була, є і буде»)

З непам'ятних часів Сілезію завойовували різні держави. Перебування Сілезії під владою Чехії / Габсбурґів, Польщі, Німеччини призвели до багатомовності сілезців, що мають свою культуру, збагачену сусідськими.
У Середні віки Сілезія була під владою П'ястів, чиї князівства згодом стали володінням Корони святого Вацлава в Священній Римській Імперії 14 сторіччя, а 1526 року ця корона перейшла до Габсбурґів (з 1802 — Австрійська імперія). У Війні за австрійську спадщину (1742) більша частина Сілезії перейшла до Пруссії. Ця частина Сілезії складала Провінцію Сілезія (згодом прусські провінції Верхня і Нижня Сілезії) до 1945 року.
За підсумками Другої світової війни більшість сілезьких земель були включені до Польщі, лише маленькі шматочки залишилися в Німеччині й Чехословаччині. Мільйони етнічних німців були виселені, а етнічних сілезців польська влада трактувала як «місцевих поляків», що «недостатньо обізнані про свою польськість», їм було дозволено залишитися на батьківщині після відокремлення від німців шляхом «засвідчення своєї національности». Для цього було достатньо трохи розмовляти верхньосилезьким діалектом польської мови (сілезькою мовою) або мати слов'янське прізвище.
Протягом періоду комуністичного правління близько 600 тисяч сілезців виїхали до ФРН.
Від 1989 (закінчення комуністичної влади) почалося сілезьке національне відродження. В 1997 році в Катовицях зареєстрували Союз Сілезців (Związek Ludności Narodowości Śląskiej; ZLNS), що мав політично представляти права сілезької меншини, та вже за два місяці місцевий суд реєстрацію скасував.
Нині в Польщі діють Рух за Автономію Сілезії (RAŚ) та Асоціація Осіб Сілезької Національності (Stowarzyszenia Osób Narodowości Śląskiej).